# Ola Electric
Pour les articles homonymes, voir OLA.
 (janvier 2022).
Ola Electric Mobility est un constructeur indien de deux-roues électriques, basé à Bangalore. Son usine de fabrication est située à Krishnagiri, dans le Tamil Nadu, en Inde.
En décembre 2021, la société était évaluée à 2,7 milliards de dollars.

## Histoire

### 2017-2019
Ola Electric a été créée en 2017 en tant que filiale à 100 % d'ANI Technologies, la société mère d'Ola Cabs,. La société a été créée pour réduire les émissions et la dépendance au carburant de la flotte de taxis d'Ola et passer à la mobilité électrique, un programme pilote a été lancé à Nagpur en mai 2017 en installant des stations de recharge dans toute la ville et en achetant des taxis électriques, des bus électriques et des pousse-pousse électriques auprès de partenaires OEM,. En avril 2018, la société a annoncé son objectif d'avoir 1 million de véhicules électriques dans sa flotte d'ici 2022.
Entre décembre 2018 et janvier 2019, son fondateur, Bhavish Aggarwal a acheté une participation de 92,5% dans Ola Electric à ANI Technologies pour une valorisation de ₹1 lakh, et Ola Electric a été scindée en tant qu'entité distincte. ANI Technologies a continué à détenir une participation de 7,5% dans Ola Electric pour avoir autorisé l'utilisation de la marque « Ola ».
En février 2019, Ola électrique a levé 56 millions US$ de Tiger Global et Matrix India. La société a annoncé le 6 mai 2019 que Ratan Tata avait investi un montant non divulgué dans Ola Electric dans le cadre de son tour de table de Série A. 250 millions de dollars ont été levés auprès de SoftBank lors du financement de la Série B en juillet 2019, pour une valorisation de plus d'un milliard de dollars.
Ola Electric a levé plus de 200 millions de dollars auprès de Falcon Edge, SoftBank Group et d'autres pour une valorisation de 3 milliards de dollars en septembre 2021. En décembre de la même année, elle a levé 53 millions de dollars lors d'un tour d'investissement mené par la holding singapourienne Temasek.

### 2020-présent
Ola Electric a acquis le fabricant de scooters électriques Etergo basé à Amsterdam en mai 2020 et a annoncé qu'il lancerait sa propre gamme de scooters électriques en Inde d'ici 2021.
En décembre 2020, la société a annoncé son plan visant à mettre en place une usine de fabrication de scooter électrique dans le Tamil Nadu, au coût de ₹ 2 400 crore après avoir signé un mémorandum avec le gouvernement du Tamil Nadu. La société a acquis un terrain de 500 acres (50 000 m2) à Pochampalli, dans le district de Krishnagiri en janvier 2021, les travaux de construction de l'usine ont alors commencé fin février.
Ola Electric a reçu 500 000 réservations de scooters au cours du premier mois de disponibilité.
Ola Electric a commencé à livrer ses modèles S1 et S1 Pro en décembre 2021 avec la livraison de scooters à Bengaluru et Chennai, bien que certaines fonctionnalités promises n'ont pas été disponibles lors des livraisons initiales,.

## Production
L'usine s'étend sur 50 000 m2, une usine entièrement automatisée située dans la ville de Pochampalli dans le district de Krishnagiri du Tamil Nadu. La société affirme qu'il s'agira de la plus grande usine de deux-roues au monde avec une capacité de production annuelle de millions d'unités. L'usine nommée Ola FutureFactory a produit son premier deux-roues électrique le 15 août 2021.